# Лелли, Рино
Рино Лелли (итал. Rino Lelli; 13 апреля 1922, Болонья — 13 мая 2014, Болонья) — итальянский судья по хоккею на траве. Участник летних Олимпийских игр 1964 года.

## Биография
Рино Лелли родился 13 апреля 1922 года в итальянском городе Болонья.
По профессии был служащим.
В апреле 1944 — апреле 1945 года сражался в Италии против нацистских и фашистских войск в составе горной партизанской бригады «Красная звезда».
В 1950—1960-е годы был судьёй по хоккею на траве международного уровня.
В 1964 году судил матчи хоккейного турнира летних Олимпийских игр в Токио. Работал на поединках группового этапа Новая Зеландия — Великобритания (2:0), Великобритания — Южная Родезия (4:1), Кения — Великобритания (1:0), Южная Родезия — Новая Зеландия (2:1) и ОГК — Канада (5:1), а также на матче за 5-6-е места ОГК — Кения (3:0).
В 1975 году был награждён серебряной звездой Национального олимпийского комитета Италии, в 1994 году — золотой.
Умер 14 мая 2014 года в Болонье.